# Automatické dveře nástupiště
Automatické dveře nástupiště (anglicky Automatic platform gate) je systém tvořený bariérou v podobě oplocení různých výšek s posuvnými dveřmi, nejčastěji ze skla, které nedosahuje stropu a ne zcela izoluje stanici od kolejí, obvykle je to jen poloviční výška systému posuvných dveří plošiny (např. Shin -Nakano), ale někdy dosahuje výšky vlaku (např. Stanice Ang Mo Kio MRT). Nachází se na okraji železničních nástupišť, aby se zabránilo náhodnému pádu cestujících na železničních tratích. Stejně jako systém posuvných dveří na platformě se dveře stanice otevírají a zavírají současně s dveřmi vlaku.

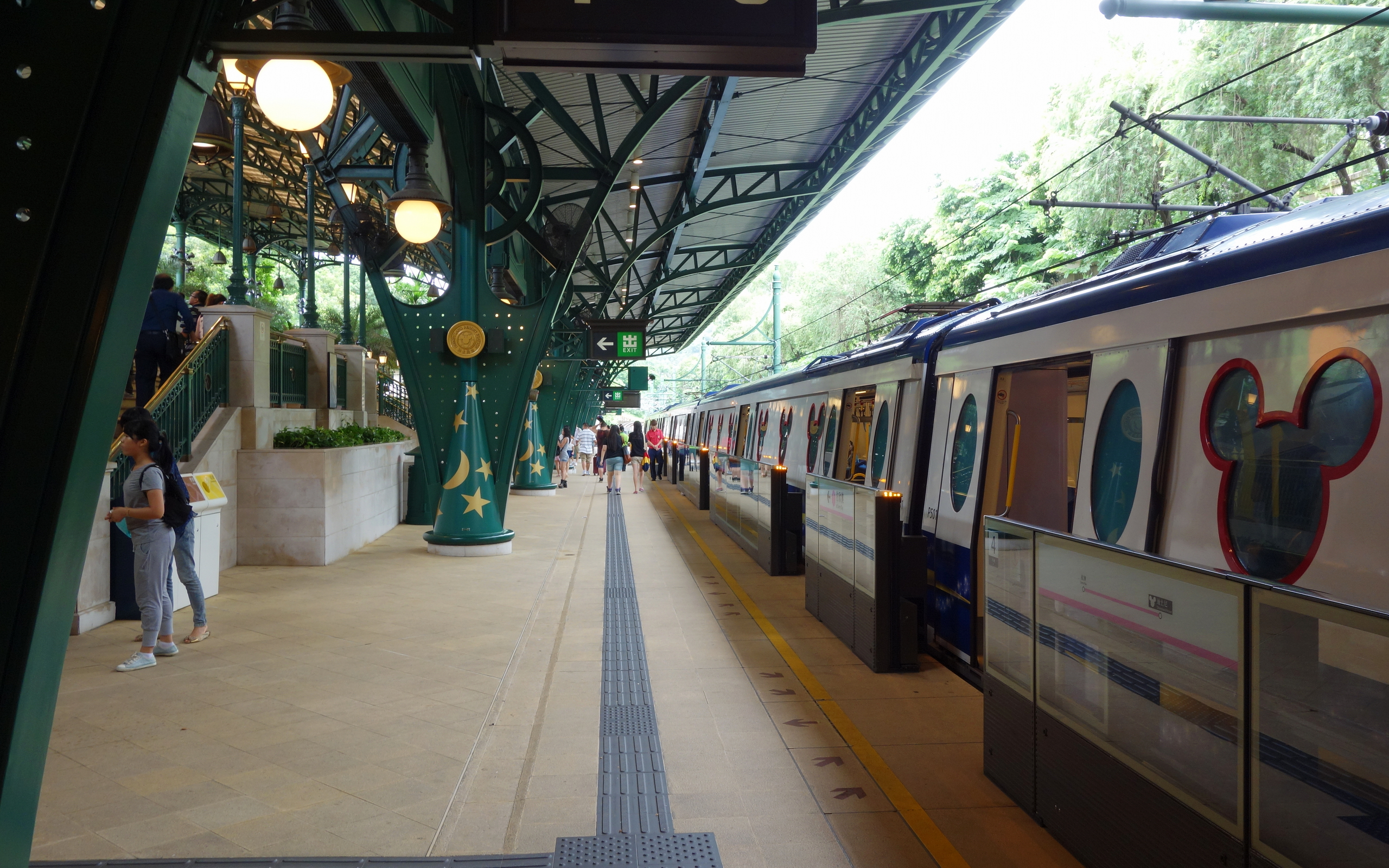
Disneyland stanice Disneyland rekreace linky v Hong Kong Metro

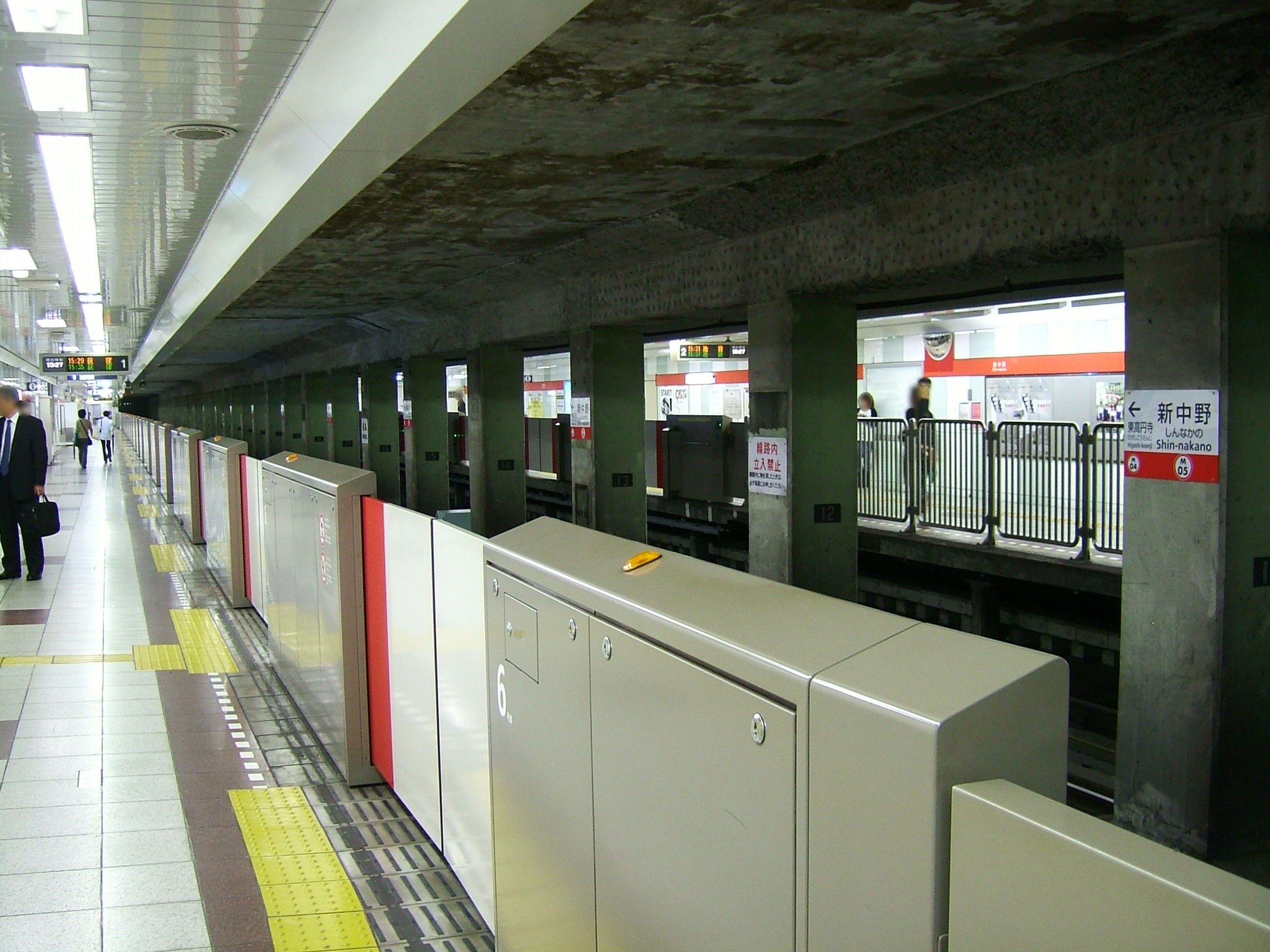
Stanice Shin-Nakano, linka Marunouchi, Tokijské metro

Instalace tohoto systému je levnější než systémy posuvných dveří na platformě, proto některé železniční společnosti preferují tento systém při modernizaci starých stanic a instalaci nových jako možnost zvýšení bezpečnosti na železničních nástupištích a zároveň bez použití klimatizačního systému ve prospěch přirozeného větrání. Tento systém je však méně účinný než systém posuvných dveří plošiny, protože zcela neodpojuje stanici od železničních tratí a nepomáhá, pokud lidé úmyslně zasáhnou železniční tratě.
Tento systém byl poprvé instalován v hongkongském metru na lince Disneyland Resort.

## Japonsko
V Japonsku byl systém automatických dveří na platformě rozšířen více než systém posuvných dveří platformy, a to díky nižším nákladům na modernizaci stávajících stanic v minulosti a instalaci nových. Ve většině starých, velkých a převážně systémů metra již postavených ve 20. století, jako v Japonsku a Evropě, modernizace stanic, které zpočátku nezajišťovaly systém horizontálních výtahů, stojí více než instalace relativně nových, které jsou již navrženy pro nové stanice. rostoucí metra, jako je Singapur Metro, Metro Soul, Hong Kong Metro, atd. Obecně platí, že výška dveří v japonské odrůdy tohoto systému je nižší než v jiných zemích. Systém posuvných dveří platformy v Japonsku je používán jen na relativně mladých a nových systémech metra a linkách: Hirošima Metro, Namboku linka v Tokiu Metro (první v japonském metru a jediný v Tokiu Metro) a Tozai linka v Kjótském metru.

## Bulharsko
V bulharské Sofii na všech stanicích třetí linky, která je ve výstavbě, bude vybavena automatickou plošinou.